# Jezioro Krzywe (powiat gryfiński)
Jezioro Krzywe – jezioro polodowcowe położone w południowo-zachodniej części województwa zachodniopomorskiego, w powiecie gryfińskim, w gminie Chojna. Leży na wschód od wsi Strzeszewko. Wchodzi w skład Pojezierza Myśliborskiego.
Jezioro jest typowym jeziorem rynnowym o wydłużonym kształcie. Oś jeziora biegnie ze wschodu na zachód. Jezioro posiada dość dobrze rozwiniętą linię brzegową.